# Linia kolejowa Wapniarka – Słobidka
Linia kolejowa Wapniarka – Słobidka – linia kolejowa na Ukrainie łącząca stację Wapniarka ze stacją Słobidka. Zarządzana jest przez dyrekcję odeską Kolei Odeskiej (oddział ukraińskich kolei państwowych). Fragment trasy Odessa – Żmerynka – Kijów/Lwów.
Znajduje się w obwodach odeskim i winnickim. Linia na całej długości jest dwutorowa i zelektryfikowana.

## Historia
Linia powstała w 1870 jako fragment kolei odesko-kijowskiej.
Początkowo leżała w Imperium Rosyjskim, następnie w Związku Sowieckim. Od 1991 znajduje się na Ukrainie.